# Sphingomima mabira
Sphingomima mabira är en fjärilsart som beskrevs av Robert H. Carcasson 1964. Sphingomima mabira ingår i släktet Sphingomima och familjen mätare. Inga underarter finns listade i Catalogue of Life.